# Giuditta Pini
Giuditta Pini (Carpi, 27 settembre 1984) è una politica italiana, deputata per il Partito Democratico dal 2013 al 2022.

## Biografia
Nata a Carpi, ha sempre vissuto a Modena. Diplomata all'Istituto d'Arte Venturi di Modena, per due anni è stata rappresentante della Consulta provinciale degli studenti. Laureata in mediazione linguistica culturale all'Università degli Studi di Modena e Reggio Emilia, ha partecipato attivamente al movimento dell'Onda Anomala contro la riforma Tremonti.
Eletta rappresentante di Facoltà di Lettere all'Università degli Studi di Modena e Reggio Emilia è poi diventata delegata alla scuola e università dei Giovani Democratici della Provincia di Modena per poi, nel 2012 diventarne Segretaria Provinciale.

### Attività politica
Iscritta al Partito Democratico, nel marzo 2012 è eletta segretaria provinciale dei Giovani Democratici di Modena.

#### Elezione a deputata
Alle elezioni politiche del 2013 viene eletta deputata della XVII legislatura della Repubblica Italiana nella circoscrizione Emilia Romagna. Viene rieletta nella medesima circoscrizione alle elezioni politiche del 2018 per la XVIII legislatura Italiana nel collegio plurinominale Emilia-Romagna - 01.
Nel 2015 diventa vicesegretario del PD in Emilia-Romagna; mantiene tale carica fino a marzo 2018, quando si dimette a seguito della sconfitta del suo partito alle elezioni politiche di quell'anno, alla luce soprattutto del risultato nella sua regione, storicamente e per tradizione di centro-sinistra/sinistra, con la vittoria della coalizione di centro-destra.
Dal 21 giugno 2018 è membro della XII Commissione Affari sociali. Dal 17 luglio dello stesso anno diventa membro della "Giunta per le autorizzazione" e del "Comitato parlamentare per i procedimenti di accusa".
A luglio 2020 è tra i 23 firmatari (tra cui l'ex presidente della camera Laura Boldrini, l'ex presidente del Pd Matteo Orfini, Erasmo Palazzotto e Nicola Fratoianni di LeU, Riccardo Magi di +E) alla Camera contro il rinnovo dei finanziamenti del Memorandum Italia-Libia.
Non viene ricandidata alle elezioni politiche del 2022.

#### Elezioni europee 2024
Nel febbraio del 2024 annuncia la sua volontà di presentarsi alle elezioni europee dello stesso anno. Nel maggio del 2024, in occasione delle elezioni europee, viene candidata nella lista del PD per la circoscrizione nord-orientale. Con oltre 30.000 preferenze si piazza settima in lista non risultando eletta. Da settembre 2024 collabora con l'azienda Strategy Design come consulente comunicativa e politica.

## Posizioni politiche
Nell'agosto 2020, a poche settimane dal referendum costituzionale sulla riduzione del numero di parlamentari legato alla riforma avviata dal governo Conte I guidato dalla Lega assieme al Movimento 5 Stelle e concluso dal governo Conte II guidato dalla coalizione M5S e PD Pini, in linea con la corrente dei giovani turchi guidata da Matteo Orfini, annuncia il suo voto contrario, in dissidenza con la linea ufficiale del suo partito, schierato per il "Sì".

## Vita privata
Il 14 ottobre 2017 si è sposata con Andrea Baldini, ex segretario nazionale dei Giovani Democratici.